# Труйстржаль
Труйстржаль (пол. Trójstrzał) — польский дворянский герб.

## Описание
В зелёном поле золотая корона, пронзённая двумя стрелами в андреевский крест.
На щите дворянский коронованный шлем. Нашлемник: три страусовых пера и рука в латах, держащая стрелу. Намёт на щите зелёный, подложенный серебром. Герб Потсов внесен в Часть 2 Сборника дипломных гербов Польского Дворянства, не внесённых в Общий Гербовник.

## Герб используют
Генрих Потс, г. Труйстржаль, жалован 07.12.1826 дипломом на потомственное дворянское достоинство Царства Польского.